# 普天同慶

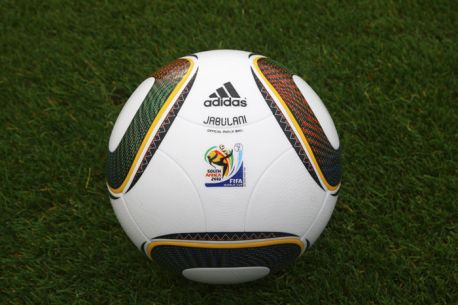
普天同庆（扎布拉尼）

普天同庆是国际足球联合会（FIFA）2010年世界盃足球賽的官方指定比賽用球，由Adidas 公司生產。該屆比賽在南非舉辦，「Jabulani」來自南非官方語言之一的祖魯語，意謂「慶祝」。此球為第11個世界盃足球賽指定用球。上一個指定用球為2006年世界盃足球賽的團隊之星（+Teamgeist™）。不過該球在比賽初期劣評如潮，大部分球員投訴該球太飄忽而且難以預測球的去路，更有球員批評猶如正在踢排球。在本屆世界盃中只有卡魯‧烏切、本田圭佑、遠藤保仁、朴主永及迪亞高·科蘭能夠射入直接自由球。除了進攻球員，該球也成爲了守門員的噩夢。如小組賽C組第一輪英格蘭對美國，英格蘭門將羅拔·格連因手滑而導致英格蘭痛失2分。除了格連，不少門將接球時亦顯得非常狼狽。而小組賽第一輪完結之後因球太過圓滑而令進球率偏低，幾乎打破1990年世界盃足球賽的最低進球率紀錄。
來自烏拉圭的佛蘭被認為是少數非常適應這顆球的選手，他在本屆賽事中一個人從禁區外進了三球，是自1990世界杯時西德隊長馬特烏斯以來第一人，而且佛蘭是左腳和右腳都有從禁區外進球的紀錄。除了烏拉圭之外，本次世界盃從禁區外進最多球的荷蘭隊也才剛好三顆（斯奈德兩次、范布隆克霍斯特一次），再加上烏拉圭睽違40年打進世界盃四強，佛蘭最後被評為賽事最佳球員。
「普天同庆」並非FIFA的官方中文譯名，FIFA並沒有替這顆球取中文名，「普天同庆」只是部分中文媒體的翻譯。

## 决赛版本
在世界杯决赛当中，采用的是普天同庆的金色版本，意为“金色普天同庆”。皮球将普通版本的部分颜色换为了金色，象征着决赛的珍贵和场地所在地，出产金矿的“金城”约翰内斯堡。皮球的新名称的区别是，将字母A换为O，取“金”的英文单词“GOLD”中的O，一方面单词的形式即是向“约堡”（Jo'burg）致敬
。

## 外部連結
- FIFA宣布使用Adidas Jabulani （页面存档备份，存于）

| 前任： 团队之星 | 世界盃官方指定比賽用球 2010 | 繼任： 森巴荣耀 |